# پاسادنا (تگزاس)
پاسادنا، تگزاس(به انگلیسی: Pasadena, Texas) شهری در ایالت تگزاس از ایالات جنوبی ایالات متحده آمریکا است. در سرشماری سال ۲۰۰۰، جمعیت این شهر ۱۵۲۹۶۸ نفر اعلام شد.